# Порт-Сент-Люсі
Порт-Сент-Люсі (англ. Port St. Lucie) — місто (англ. city) в США, в окрузі Сент-Люсі на сході штату Флорида, на узбережжі Атлантичного океану. Населення — 204 851 особа (2020); агломерації — 406 296 (2009); конурбації Порт-Сент-Люсі — Сібастіан — Віро-Біч — 541 463 (2009).
Місто засноване 1961 року.
Населення власне міста — 154 410 (2009).
Середньодобова температура липня — +28 °C, січня — +17 °C. Щорічні опади — 1360 мм з піком на травень-жовтень місяці.

## Географія
Порт-Сент-Люсі розташований за координатами 27°16′51″ пн. ш. 80°23′2″ зх. д. / 27.28083° пн. ш. 80.38389° зх. д. (27.280951, -80.383762).  За даними Бюро перепису населення США в 2010 році місто мало площу 298,50 км², з яких 295,14 км² — суходіл та 3,36 км² — водойми.

### Клімат
| Клімат : Порт-Сент-Люсі  | Клімат : Порт-Сент-Люсі | Клімат : Порт-Сент-Люсі | Клімат : Порт-Сент-Люсі | Клімат : Порт-Сент-Люсі | Клімат : Порт-Сент-Люсі | Клімат : Порт-Сент-Люсі | Клімат : Порт-Сент-Люсі | Клімат : Порт-Сент-Люсі | Клімат : Порт-Сент-Люсі | Клімат : Порт-Сент-Люсі | Клімат : Порт-Сент-Люсі | Клімат : Порт-Сент-Люсі | Клімат : Порт-Сент-Люсі |
| Показник                 | Січ.                    | Лют.                    | Бер.                    | Квіт.                   | Трав.                   | Черв.                   | Лип.                    | Серп.                   | Вер.                    | Жовт.                   | Лист.                   | Груд.                   | Рік                     |
| Абсолютний максимум, °C  | 31,7                    | 32,2                    | 33,3                    | 36,1                    | 36,7                    | 38,3                    | 38,3                    | 36,7                    | 37,2                    | 35,6                    | 33,3                    | 31,7                    | 38,3                    |
| Середній максимум, °C    | 22,8                    | 23,9                    | 26,1                    | 27,8                    | 30,0                    | 32,2                    | 33,3                    | 32,8                    | 32,2                    | 30,0                    | 27,2                    | 24,4                    | 28,3                    |
| Середній мінімум, °C     | 10,6                    | 11,1                    | 13,3                    | 16,1                    | 19,4                    | 21,7                    | 22,2                    | 22,2                    | 22,2                    | 19,4                    | 15,6                    | 12,2                    | 17,2                    |
| Абсолютний мінімум, °C   | −5                      | −2,2                    | −3,3                    | 0,6                     | 7,2                     | 13,3                    | 17,8                    | 16,1                    | 15,6                    | 5,6                     | −0,6                    | −3,3                    | −5                      |
| Норма опадів, мм         | 69                      | 74                      | 84                      | 71                      | 112                     | 147                     | 147                     | 163                     | 198                     | 147                     | 89                      | 58                      | 1359                    |
| ------------------------ | ----------------------- | ----------------------- | ----------------------- | ----------------------- | ----------------------- | ----------------------- | ----------------------- | ----------------------- | ----------------------- | ----------------------- | ----------------------- | ----------------------- | ----------------------- |
| Джерело: Weather Channel |                         |                         |                         |                         |                         |                         |                         |                         |                         |                         |                         |                         |                         |

## Демографія
Згідно з переписом 2010 року, у місті мешкали 164 603 особи в 60 902 домогосподарствах у складі 45 018 родин. Густота населення становила 551 особа/км².  Було 70877 помешкань (237/км²).
Расовий склад населення:
| - 74,3 % — білих - 16,3 % — чорних або афроамериканців - 2,0 % — азіатів - 0,4 % — корінних американців - 0,1 % — вихідців з тихоокеанських островів - 3,9 % — осіб інших рас |

До двох чи більше рас належало 3,0 %. Частка іспаномовних становила 18,4 % від усіх жителів.
За віковим діапазоном населення розподілялося таким чином: 24,4 % — особи молодші 18 років, 59,8 % — особи у віці 18—64 років, 15,8 % — особи у віці 65 років та старші. Медіана віку мешканця становила 39,8 року. На 100 осіб жіночої статі у місті припадало 94,6 чоловіків;  на 100 жінок у віці від 18 років та старших — 91,5 чоловіків також старших 18 років.
Середній дохід на одне домашнє господарство  становив 62 439 доларів США (медіана — 49 813), а середній дохід на одну сім'ю — 69 029 доларів (медіана — 55 285). Медіана доходів становила 39 862 долари для чоловіків та 34 351 долар для жінок. За межею бідності перебувало 15,0 % осіб, у тому числі 21,3 % дітей у віці до 18 років та 8,6 % осіб у віці 65 років та старших.
Цивільне працевлаштоване населення становило 71 666 осіб. Основні галузі зайнятості: освіта, охорона здоров'я та соціальна допомога — 24,6 %, роздрібна торгівля — 16,3 %, науковці, спеціалісти, менеджери — 11,0 %, мистецтво, розваги та відпочинок — 11,0 %.